# Augustinus Gerlstötter
Augustinus Gerlstötter OSB (* 1610 oder 1614 in Deggendorf; † 4. März 1658 in Aldersbach) war Mönch und Abt in der bayerischen Benediktinerabtei Metten.

## Biographie
Augustinus Gerlstötter trat 1634 in das Benediktinerkloster Metten ein. Nach der wissenschaftlichen Ausbildung, die er in Passau und im Hausstudium des Klosters erhielt, und nach der feierlichen Profess empfing er 1639 die Priesterweihe. Anschließend bekleidete er im Kloster Metten die Ämter des Novizenmeisters und des Priors.
Als der Mettener Abt Maurus Lauter wegen nicht mehr bekannter Anschuldigungen und Vergehen von Bischöflichen Ordinariat in Regensburg verurteilt wurde und sein Amt niederlegen musste, wurde der Prior Augustinus Gerlstötter zusammen mit dem Küchenmeister Alban Guetknecht als Administratoren des Klosters bestellt. Bei der Abtswahl am 8. März 1651 wurde Augustinus Gerlstötter von zehn der zwölf wahlberechtigten Mönche des Klosters zum neuen Abt gewählt (insgesamt hatte das Kloster damals 17 Konventualen, 1 Laienbruder und 1 Novize).
Obwohl Abt Augustinus Gerlstötter als ein frommer und gewissenhafter Mann galt, erwies sich seine Amtszeit für das Kloster Metten wenig glücklich. Ein langwieriger und kostspieliger Rechtsstreit um Besitzungen des Klosters in Österreich trug trotz seines glücklichen Ausgangs zur Vermehrung der Schulden des Klosters bei, die notwendige Neubauten und der Dreißigjährige Krieg angehäuft hatten. Dennoch engagierte sich Abt Augustinus Gerlstötter für das Gymnasium und die Universität der Benediktiner in Salzburg.
Überschattet wurde die Amtszeit von Abt Augustinus Gerlstötter vor allem durch die Streitigkeiten um die Errichtung einer Kongregation der bayerischen Benediktinerklöster (Bayerische Benediktinerkongregation). Der Mettener Abt Johannes Nablas hatte diesen seit 1628 anstehenden Plan, der Vorgaben des Konzils von Trient umsetzen sollte, einst ausdrücklich unterstützt. Die Umsetzung dieses Planes war durch die Kriegswirren und Widerstände der bayerischen Bischöfe jedoch ins Stocken geraten. Als die Kongregation nun endlich realisiert werden sollte, wollte Abt Augustinus Gerlstötter von einer solchen Vereinigung der bayerischen Benediktinerklöster nichts wissen. Er lehnte den Beitritt seines Klosters mit dem Hinweis ab, dass eine Kongregation der Benediktsregel widerspreche und dass Metten nicht über die nötigen finanziellen Mittel verfüge, um etwas zu einer solchen Kongregation beitragen zu können. Während die bayerischen Benediktineräbte noch versuchten Kloster Metten zum Beitritt zur Kongregation zu bewegen, starb Abt Augustinus Gerlstötter plötzlich und unerwartet, als er zur Benediktion des neuen Abtes des Zisterzienserklosters Gotteszell in der Abtei Aldersbach weilte. Abt Augustinus wurde in Aldersbach bestattet; sein Epitaph ist in der dortigen Klosterkirche erhalten.